# El Triunfo (Juárez)
El Triunfo es una localidad del municipio de Juárez ubicado en el noroeste del estado mexicano de Chiapas.

## Geografía
La localidad de El Triunfo se sitúa a una elevación de 85 metros sobre el nivel del mar.

## Demografía
Según el Conteo de Población y Vivienda 2005, efectuado por el Instituto Nacional de Estadística y Geografía, El Triunfo tenía 230 habitantes, en 2010 la población era de 210 habitantes, y para 2020 había 198 habitantes, de los cuales 97 son del sexo masculino y 101 del sexo femenino.
| Gráfica de evolución demográfica de El Triunfo entre 2005 y 2020 |
|                                                                  |
| INEGI.                                                           |